# Pierre Berthezène
Pierre Berthezène (Vendargues, 24 de marzo de 1775 - Vendargues, 9 de octubre de 1847) fue un militar francés.
La Revolución francesa le forzó a alistarse como soldado en el 5.º batallón de Hérault para defender el territorio francés amenazado por los españoles. Al cabo de un año era ya subteniente y su unidad formaba parte de la división Garnier del ejército de Italia.
Destacado por su valor, Berthezène tuvo el honor de ser nombrado capitán en el mismo campo de batalla en Saint-Julien. Después de los combates de Sette-Pani en Pouzzole sur le Mincio, pasa a ser jefe de batallón de un Regimiento de Línea. En 1804 es comandante del 65.º de línea y tres años más tarde es coronel del 10.º de infantería ligera.
Después de la batalla de Heilsberg, Napoleón lo nombró oficial de la Legión de Honor y lo proclamó barón del Imperio, con una dotación en Westfalia. Fue herido en Eckmûhl y posteriormente en Wagram, una vez repuesto de sus heridas, recibió el mando de los Granaderos de la Guardia Imperial con los que participó en la Campaña de Rusia.
Como recompensa a su destacada actuación en Wagram (1809), fue nombrado general de brigada. También tomó parte en las victorias de Lützen y Bautzen (1813), gracias a las cuales, ascendió a general de división. En Dresde se vio obligado a capitular debido a la falta de víveres y municiones, los vencedores violando los acuerdos adoptados en la rendición, enviaron a los franceses como prisioneros a Bohemia y Hungría.
En 1814, una vez libre regresa a Francia y se pone a disposición del ejército, sin embargo, el mariscal Soult lo llamó para el Comité de la Guerra, al mismo tiempo Luis XVIII lo condecora con la Cruz de Saint-Louis. Cuando Napoleón desembarca en Francia y comienzan los Cien Días, Berthezène le presta su apoyo y lucha junto a él valientemente en Fleurus, Wavre, Bierges, Namur y a las puertas de París. Al regreso de los Borbones busca refugio en Bélgica.
Al cabo de pocos años el mariscal Gouvion-Saint-Cyr le ayudó a congraciarse y fue miembro del Comité de Infantería e inspector general. Posteriormente participó en la expedición de Argel al mando de la V división de infantería donde consiguió destacadas victorias en las batallas de Staouéli (1830) y Bouzareah.
Nombrado gran oficial de la Legión de Honor, fue gobernador general de Argelia en 1831. También se le concedió el título de Par de Francia.
- Datos: Q3383960
- Multimedia: Pierre Berthezène / Q3383960